# Diabolique mon ange (live)
 (mars 2025).
Motif : Trois petites sources qui ne montrent pas forcément la notoriété de ce « single promotionnel ».
- Archive Wikiwix
- Bing
- Cairn
- DuckDuckGo
- E. Universalis
- Gallica
- Google
- G. Books
- G. News
- G. Scholar
- Persée
- Qwant
- (zh) Baidu
- (ru) Yandex
- (wd) trouver des œuvres sur Wikidata

| 1. | Préciser le motif de la pose du bandeau. | Précisez le motif de la pose du bandeau en utilisant la syntaxe suivante : {{admissibilité à vérifier\|date=mars 2025\|motif=remplacez ce texte par le motif}}                                  |
| 2. | Informer les utilisateurs concernés.     | Pensez à avertir le créateur de l'article, par exemple, en insérant le code ci-dessous sur sa page de discussion : {{subst:avertissement admissibilité à vérifier\|Diabolique mon ange (live)}} |

Singles de Mylène Farmer
Monkey Me
(2013) Stolen Car
(2015)
Diabolique mon ange (live) est un single promotionnel, de Mylène Farmer sorti en fin 2013. 
C'est le premier et unique extrait de son sixième album enregistré en public, Timeless 2013. 

## Clip vidéo
Le clip est un mix d'images des différents tableaux des concerts de la tournée Timeless 2013, filmés à Lyon à la Halle Tony Garnier.